# Прозрачность (гидрология)

Два типа дисков Секки. Слева - для морской, справа - для пресной воды

Чёрно-белый диск Секки

Прозра́чность воды в гидрологии и океанологии — это отношение интенсивности света, прошедшего через слой воды, к интенсивности света, входящего в воду. Прозрачность воды — величина, косвенно обозначающая количество взвешенных частиц и коллоидов в воде.
Прозрачность воды определяется её избирательной способностью поглощать и рассеивать световые лучи и зависит от условий освещения поверхности, изменения спектрального состава и ослабления светового потока, а также концентрации и характера живой и неживой взвеси. При большой прозрачности вода приобретает интенсивный сине-голубой цвет, который характерен для открытого океана. При наличии значительного количества взвешенных частиц, сильно рассеивающих свет, вода имеет сине-зелёный или зелёный цвет, характерный для прибрежных районов и некоторых мелководных морей (например, Азовское море). В местах впадения крупных рек, несущих большое количество взвешенных частиц, цвет воды принимает жёлтые и коричневые оттенки. Речной сток, насыщенный гуминовыми и фульвокислотами, может обусловливать темно-коричневый цвет морской воды (характерный, например, для вод Белого моря).
Прозрачность определяется качественно и количественно.
Качественно прозрачность определяется путём сравнения испытуемой пробы воды с дистиллированной водой.
При количественном определении прозрачности питьевой воды по «кресту» или по «шрифту», в лабораторных условиях за прозрачность принимается толщина слоя воды в градуированной стеклянной трубке или цилиндре Снеллена, через который различим стандартный шрифт с высотой букв 3,5 мм или юстировочная метка (определение по кресту). Если шрифт не виден, высоту столба воды в цилиндре уменьшают, выпуская воду через нижнюю трубку с зажимом, пока шрифт не станет видимым. Высота столба воды в сантиметрах, при которой возможно чтение шрифта, выражает прозрачность воды по методу Снеллена. Между прозрачностью по кресту, прозрачностью по шрифту и содержанием взвешенных веществ существует определенная взаимосвязь, позволяющая приблизительно определять концентрацию взвеси в воде Этот же метод используется и при полевых исследованиях вод суши, особенно при санитарно-гигиенических исследованиях и оценке эффективности очистки воды. Однако, согласно ГОСТ 3351-74, вместо измерений прозрачности для питьевой воды стандартными являются фотоколориметрические измерения мутности.

## Диск Секки
Классический полевой метод определения прозрачности в глубоких водоемах — по глубине исчезновения из вида плоского диска белой или чёрно-белой окраски диаметром 20-40 см (диска Секки), предложенного как стандартный метод итальянским священником и астрономом Анджело Секки. Его опускают на такую глубину, чтобы он полностью исчез из виду, эта глубина и считается показателем прозрачности в гидрологии и океанологии. Для более точного определения записывают два отсчета: глубину исчезновения и глубину появления диска вновь при поднятии троса. Средняя величина этих значений принимается за относительную прозрачность воды в данном районе.